# 게요인

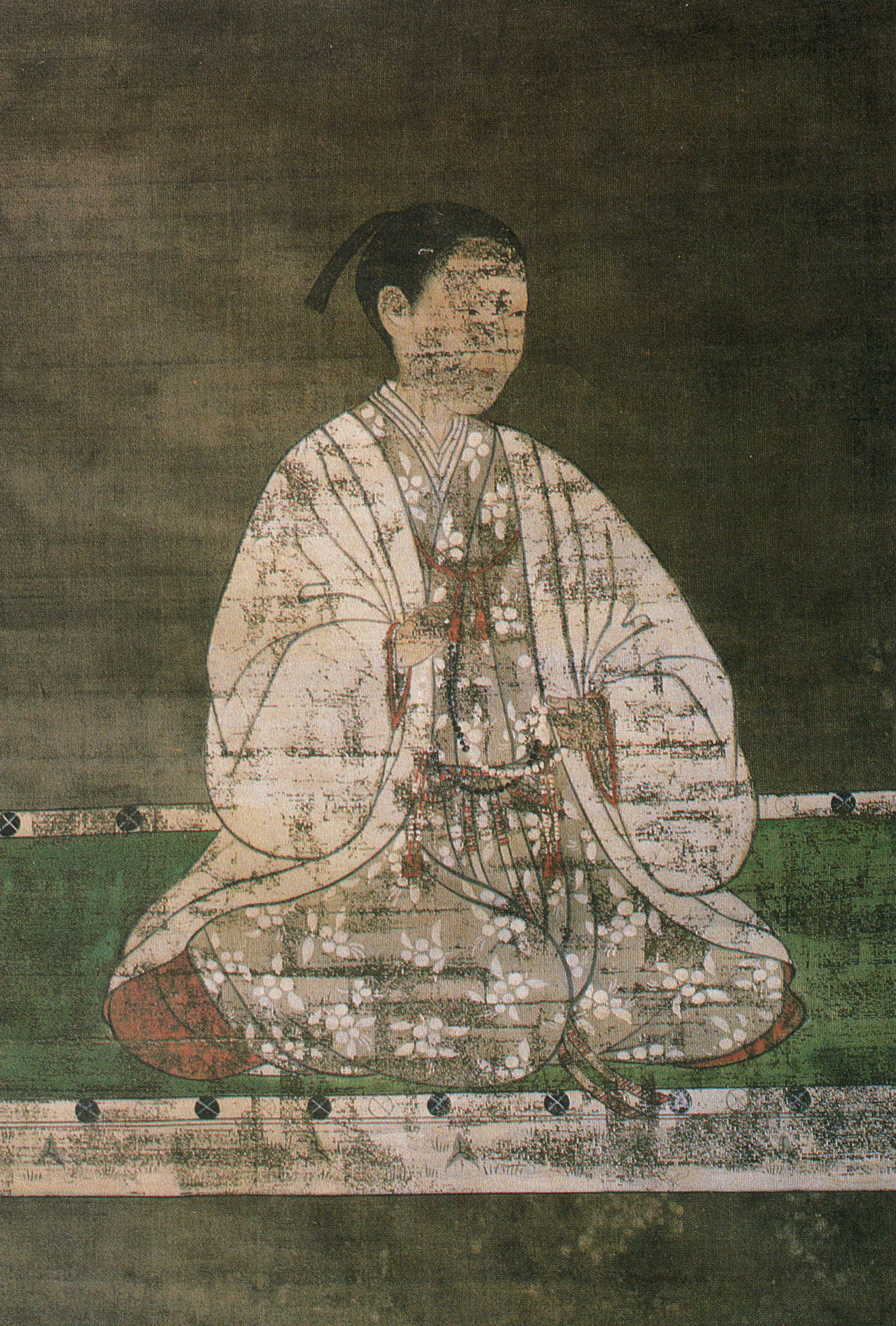
게요인

게요인(일본어: 華陽院 케요인[*], 1492년 ~ 1560년 5월 30일)은 센고쿠 시대에 살았던 여성이다. 미카와국 가리야 성을 다스리고 있던 미즈노 다다마사의 아내로, 도쿠가와 이에야스의 외할머니이다. 또한 이에야스의 할아버지인 마쓰다이라 기요야스의 후실이기도 했다. "오만노 가타" (於満の方)라 불리기도 했다.

## 생애
미즈노 다다마사에게 시집을 가 미즈노 다다시게, 오다이노 가타 등 세 아들과 딸 하나를 낳았다. 그러나 마쓰다이라 씨와 미즈노 씨가 화해 조약을 맺는 과정에서 마쓰다이라 기요야스의 후실이 되었다. 기요아스가 죽은 뒤, 호시노 아키구니, 스가누마 사다모치, 가와구치 모리스케 등과 차례로 재혼했다.
그 후 이마가와 요시모토를 따라 슨푸로 들어갔고, 출가하여 겐오니(일본어: 源応尼, げんおうに)라는 이름을 썼다. 마쓰다이라 다케치요 (뒷날의 도쿠가와 이에야스)가 이마가와 씨의 인질로 잡혀 슨푸로 들어왔을 때, 이에야스가 성년이 될 때까지의 8년 동안 이에야스를 길러왔다.
죽은 뒤 시즈오카현 시즈오카시 아오이구의 게요인에 묻혔으며, 그의 초상화가 도요하시시와 가리야시의 사찰들에 남겨져 있다.